# Adelphobates galactonotus
Adelphobates galactonotus, nach alternativer Taxonomie auch als Dendrobates galactonotus klassifiziert, ist ein Froschlurch aus der Familie der Baumsteigerfrösche (Dendrobatidae).

## Merkmale
Adelphobates galactonotus gehört zu den mittelgroßen Baumsteigerfröschen mit einer maximalen Körperlänge von etwa 40 mm. Die Grundfarbe des Tieres ist ein glänzendes Lackschwarz mit einem roten, orangen oder gelben Flecken-Überzug. Die Größe dieses Rückenflecks kann sehr stark variieren und auch beide Beine erfassen. Außerdem gibt es Individuen mit vollständig gelber, orangefarbener oder auch weißer Farbe; letztere werden unter Terrarienhaltern als Moonshine bezeichnet.

## Verbreitung
Das Verbreitungsgebiet von Adelphobates galactonotus verteilt sich auf mehrere Gebiete in Brasilien südlich des Amazonas. Aufgrund des großen Abstandes der bekannten Areale zueinander wird angenommen, dass die Art über ein relativ weites Gesamtverbreitungsgebiet verfügt.

## Lebensweise
Adelphobates galactonotus ist tagaktiv und hat seine Hauptaktivitätszeiten am Morgen sowie am späten Nachmittag. Er hält sich vor allem im Laub des Bodengrundes oder in niedrigen Höhen auf, nur sehr selten ist er in höheren Bäumen zu finden. Er ist ein Insektenfresser und ernährt sich vor allem von Ameisen und Termiten. Die Weibchen sind territorial, wobei es bei höherer Bestandsdichte zu Revierkämpfen unter den Weibchen kommen kann.
Während der Paarungszeit rufen die Männchen nach den Weibchen; diese können keine Rufe abgeben. Die Weibchen legen durchschnittlich 5 bis 10 Eier pro terrestrischem Gelege. Nach dem Schlupf der Kaulquappen nach 10 bis 14 Tagen werden diese von der Mutter einzeln in kleine Wasseransammlungen, beispielsweise in Baumhöhlen (Phytotelmata) oder Nussschalen, verfrachtet, wo sie sich von Insektenlarven, anderen Kaulquappen und Pflanzenmaterial ernähren. Sie wachsen sehr schnell und die Jungfrösche erreichen die Geschlechtsreife mit 12–15 Monaten.

## Systematik
Adelphobates galactonotus wurde ursprünglich als Art der Gattung Dendrobates beschrieben. Die Gattung Adelphobates wurde 2006 von Grant et al. im Rahmen einer umfassenden Revision der Baumsteigerfrösche eingeführt.
Die nahe Verwandtschaft der Arten A. quinquevittatus und A. castaneoticus wurde 1990 mit der Erstbeschreibung der Letzteren und der Neubeschreibung der Ersteren publiziert und führte 2003 durch genetische Untersuchungen zur Abgrenzung der heutigen Adelphobates-Arten gegenüber Dendrobates, zugleich wurde der vorher im Verwandtschaftsbereich von Dendrobates tinctorius vermutete A. galactonotus der Gruppe zugeschlagen.

## Gefährdung
Adelphobates galactonotus wird aufgrund seines relativ weitgestreuten Verbreitungsgebietes und der angenommenen großen Population in der Roten Liste der IUCN als nicht gefährdet („Least Concern“) eingestuft.